# Liste öffentlicher Kneipp-Anlagen im Hohenlohekreis
In der Liste öffentlicher Kneipp-Anlagen im Hohenlohekreis sind öffentliche Kneipp-Anlagen für Orte, die zum Hohenlohekreis in Baden-Württemberg gehören, aufgeführt. Sie ist primär nach Orten sortiert, unabhängig davon, ob es sich um Ortsteile, Gemeinden oder Städte handelt. Kneipp-Anlagen können laut Kneipp-Bund in Form von Wassertretanlagen oder Armbecken vorliegen und unterliegen grundsätzlich nicht der Trinkwasserverordnung. Kneipp-Anlagen werden häufig künstlich angelegt. Daneben gibt es in den natürlichen Verlauf von Fließgewässern eingebettete Wassertretstellen. Kneippen ist eine Behandlungsmethode der Hydrotherapie, die auf der Grundlage von Sebastian Kneipp angewendet wird. Hierbei wird in kaltem Wasser auf der Stelle geschritten. In Armbecken werden die Arme bis zur Mitte der Oberarme ins kalte Wasser getaucht. Die Liste erhebt keinen Anspruch auf Vollständigkeit.

## Kneipp-Anlagen im Hohenlohekreis
Derzeit sind im Hohenlohekreis fünf öffentliche Kneipp-Anlagen erfasst (Stand: 4. März 2023):
| Bild | Ort                 | Beschreibung            | ↴ Zufluss / ↳ Abfluss                                     | Standort                                              |
| --- | ------------------- | ----------------------- | --------------------------------------------------------- | ----------------------------------------------------- |
| Bild gesucht Die Wikipedia wünscht sich an dieser Stelle ein Bild vom hier behandelten Ort. Weitere Infos zum Motiv findest du vielleicht auf der Diskussionsseite . Falls du dabei helfen möchtest, erklärt die Anleitung , wie das geht. BW | Pfedelbach-Bühl     | Kneipp-Anlage Bühl      | ↴↳ Hesseltbächle                                          | ⊙ Mainhardter Str. 46                                 |
| Bild gesucht Die Wikipedia wünscht sich an dieser Stelle ein Bild vom hier behandelten Ort. Weitere Infos zum Motiv findest du vielleicht auf der Diskussionsseite . Falls du dabei helfen möchtest, erklärt die Anleitung , wie das geht. BW | Dörzbach            | Kneipp-Anlage Dörzbach  |                                                           | ⊙ Erlebnispfad Hohebach                               |
| Bild gesucht Die Wikipedia wünscht sich an dieser Stelle ein Bild vom hier behandelten Ort. Weitere Infos zum Motiv findest du vielleicht auf der Diskussionsseite . Falls du dabei helfen möchtest, erklärt die Anleitung , wie das geht. BW | Krautheim           | Kneipp-Anlage Krautheim |                                                           | ⊙ Klepsauer Straße                                    |
| Bild gesucht Die Wikipedia wünscht sich an dieser Stelle ein Bild vom hier behandelten Ort. Weitere Infos zum Motiv findest du vielleicht auf der Diskussionsseite . Falls du dabei helfen möchtest, erklärt die Anleitung , wie das geht. BW | Öhringen            | Kneipp-Anlage Öhringen  | ↴↳ Ohrn                                                   | ⊙ Hofgarten                                           |
| Bild gesucht Die Wikipedia wünscht sich an dieser Stelle ein Bild vom hier behandelten Ort. Weitere Infos zum Motiv findest du vielleicht auf der Diskussionsseite . Falls du dabei helfen möchtest, erklärt die Anleitung , wie das geht. BW | Zweiflingen-Eichach | Wassertretanlage        | Plattenbrunnen ↴ ↳ (vmtl.) Karstabfluss → […] → Pfahlbach | ⊙ nahe am Waldeintritt der K 2320 Eichach–Zweiflingen |